# Sauteurs
Sauteurs è un piccolo villaggio di pescatori situato sull'omonima baia, nell'estrema punta settentrionale dello stato caraibico di Grenada. Con circa 1 300 abitanti, è il sesto centro abitato di tutto il paese. Dal punto di vista amministrativo, è parte della Parrocchia di Saint Patrick.

## Storia
Qui, nel 1651, gli ultimi indigeni caribi dell'isola si suicidarono in massa gettandosi da uno scoglio alto 40 metri (da allora chiamato Punta dei Caribi), per non venire sottomessi dai francesi. Fu così che il villaggio, poi ripopolato con schiavi africani.

## Origini del nome
Venne chiamato Sauteurs, termine francese che significa, appunto, per la vicenda degli indigeni suicidi, saltatori.